# Римавска Собота
Римавска Собота (слч. Rimavská Sobota, мађ. Rimaszombat) град је у Словачкој, који се налази у оквиру Банскобистричког краја.

## Географија
Римавска Собота је смештена у јужном делу државе, близу границе са Мађарском. Престоница државе, Братислава, налази се 270 км западно од града.
Рељеф: Римавска Собота се развила у Јужнословачкој котлини, која се простире између мађарске границе на југу и планине Словачко рудогорје на северу. Град се сместио у долини истоимене реке Римаве на 210 m надморске висине.
Клима: Клима у Римавска Собота је умерено континентална.
Воде: Римавска Собота се налази на реци Римави, која је граду дала назив. Она дели град на јужни и северни део.

## Историја
Људска насеља на овом простору датирају још из праисторије. Насеље под данашњим именом први пут се спомиње у средином 11. века, а околина је већ тада била насељена Словацима и Мађарима. Град је постао познато трговиште на коме се трговало суботом (порекло назива). 1335. г. насеље је добио градска права. Током следећих векова град је био у саставу Угарске као обласно трговиште. У 16. и 17. веку Римавска Собота се нашла на граници Угарске и Османског царства, која је била пуна сукоба.
Крајем 1918. г. Римавска Собота је постао део новоосноване Чехословачке. У времену 1938-44. године град је био враћен Хортијевој Мађарској, али је поново враћен Чехословачкој после рата. У време комунизма град је нагло индустријализован, па је дошло до наглог повећања становништва. После осамостаљења Словачке град је постао њено значајно средиште, али је дошло и до проблема везаних за преструктурирање привреде.

## Становништво
| Година:    | 1994.  | 2004.   | 2014.   | 2024.    |
| ---------- | ------ | ------- | ------- | -------- |
| Број људи: | 25 341 | 24 520  | 24 268  | 21 175   |
| Разлика:   |        | -3,23 % | -1,02 % | -12,74 % |

| Година:    | 2023.  | 2024.   |
| ---------- | ------ | ------- |
| Број људи: | 21 341 | 21 175  |
| Разлика:   |        | -0,77 % |

Данас Римавска Собота има око 24.000 становника и последњих година број становника опада.
Етнички састав: По попису из 2001. г. састав је следећи:
- Словаци - 59,3%,
- Мађари - 35,3%%,
- Роми - 3,0%%,
- остали.

Верски састав: По попису из 2001. г. састав је следећи:
- римокатолици - 47,8%,
- атеисти - 25,4%%,
- Протестанти - 10,3%,
- остали.

## Партнерски градови
- Салонта
- Свјентохловице
- Тисаујварош

## Галерија
- Градска кућа
- Споменик Дакснеру
- Споменик Михаљу Томпи